# Holotheres halingi
Holotheres halingi is een krabbensoort uit de familie van de Pinnotheridae. De wetenschappelijke naam van de soort is voor het eerst geldig gepubliceerd in 1999 door Hamel, Ng & Mercier.